# شارانی (بلغارستان)
شارانی (به بلغاری: Sharani) یک منطقهٔ مسکونی در بلغارستان است که در شهرستان گابروو واقع شده‌است.